# Campillo de Arenas
Campillo de Arenas es una localidad y municipio español de la provincia de Jaén, comunidad autónoma de Andalucía. Situado en la comarca de Sierra Mágina, cuenta con una población de 1703 habitantes (INE 2024).

## Geografía
Se encuentra a 38 km de la capital y a 58 km de Granada, cuya vía de comunicación es la autovía A-44 (Bailén-Motril). Se encuentra a 865 m s. n. m. En el valle del río Campillo que luego pasará a ser Guadalbullón.

### Límites
Su término municipal limita con los de Noalejo, Cambil, Cárcheles, Pegalajar, Jaén y Valdepeñas de Jaén. Zona montañosa y sembrada de olivares que hacen de sus alrededores un lugar ideal para pasear y realizar deportes al aire libre. En una de sus sierras, compartida con Noalejo y Valdepeñas de Jaén se instaló en el año 2001 el parque eólico de la Sierra del Trigo.

### Parajes Cercanos
Desfiladero de Puerta de Arenas, a 7 km, desfiladero calizo provocado por la erosión fluvial. Se encuentra un sendero didáctico destinado a la botánica. Además destaca el afloramiento del cortijo de Casablanca de ammonites del Jurásico medio y superior en calizas nodulosas rojas.
También destaca el área recreativa de La Peñuela, a 2,5 km, destinado a merendero con mirador y fuente de agua y el área recreativa de Puerta de Arenas.
Sierra de Campillo, a 3 km. Sierra con bosques de alto valor ecológico, en la que se encuentran el barranco del Monasterio, la corona rústica embalse del Quiebrajano, río Valdearazo, Piedra del Palo, el cortijo Prados Bajos o el mirador de la Alberquilla.

## Historia
El pueblo de Campillo de Arenas fue fundado durante las repoblaciones de la frontera de Granada del siglo XVI tras la Guerra de Granada por Real Cédula de la Juana I de Castilla en 1508 pero pasaron varios años sin dar cumplimiento a la Real Cédula y la fundación no sería efectiva hasta el 4 de junio de 1539. Se funda en el entorno en el que ya existían algunos cortijos, una venta y una capilla. En 1559 Felipe II le otorga el título de villa de realengo y deja de depender de la jurisdicción de la ciudad de Jaén.
Desde 1758 y gracias a los esfuerzos del siglo XVIII por mejorar las carreteras se crea una nueva ruta que une Madrid con Granada y Almería originalmente por Sierra Morena, Bailén y Jaén y desde 1783 por Despeñaperros, actualmente la A-44. El antiguo camino real discurría desde por Sierra Morena, Úbeda, Huelma y Guadahortuna. A principios del siglo XIX se acondiciona el paso de Puerta de Arenas.
En 1822 se encontró en Campillo de Arenas el Corpus Inscriptionum Latinarum (CIL) que se encuentra depositada en el Museo Arqueológico Nacional relativa al cónsul Cayo Calvisio Sabino de finales del siglo I.
En julio de 1823 dentro de la Guerra Realista tiene lugar la batalla de Campillo de Arenas que enfrentó a las tropas del General Francisco Ballesteros a los Cien Mil Hijos de San Luis al mando del mariscal francés Gabriel Molitor, I Conde de Molitor, con derrota para los liberales.
Desde 2011 se encuentra en el Área de Influencia del parque natural de Sierra Mágina. A finales del siglo XX la caída en la rentabilidad de las tierras de labor produjeron la emigración de la población a las ciudades, núcleos turísticos e industriales. En el periodo 1998 a 2017 la población disminuyó en un 17,60 %.

## Demografía
Cuenta con una población de 1703 habitantes (INE 2024).
| Gráfica de evolución demográfica de Campillo de Arenas entre 1842 y 2021                                              |
| |
| Población de derecho según los censos de población del INE. Población de hecho según los censos de población del INE. |

## Economía
El 33 % de la superficie del término de Campillo de Arenas se dedica al cultivo del olivar dentro de la D.O. Sierra Mágina. En Campillo de Arenas se dan olivos de la variedad picual, la más habitual, pero también de la variedad manzanilla de Jaén. Además existe una industria cárnica de fabricación de embutidos.

### Evolución de la deuda viva municipal
El concepto de deuda viva contempla sólo las deudas con cajas y bancos relativas a créditos financieros, valores de renta fija y préstamos o créditos transferidos a terceros, excluyéndose, por tanto, la deuda comercial.
| Gráfica de evolución de la deuda viva del Ayuntamiento de Campillo de Arenas entre 2008 y 2024                |
| |
| Deuda viva del Ayuntamiento de Campillo de Arenas, en miles de euros, según datos del Ministerio de Hacienda. |

## Administración y política

### Elecciones municipales
| Elecciones municipales desde 1979                      |      |      |      |      |      |      |      |      |      |      |      |      |
|                                                        | 1979 | 1983 | 1987 | 1991 | 1995 | 1999 | 2003 | 2007 | 2011 | 2015 | 2019 | 2023 |
| PSOE                                                   | 5    | 6    | 7    | 9    | 6    | 7    | 6    | 6    | 5    | 5    | 6    | 6    |
| AP/PP                                                  | -    | 3    | 2    | 2    | 3    | 3    | 3    | 2    | 2    | 1    | 0    | 3    |
| PCE/IU                                                 | 2    | 2    | 2    | -    | 2    | 1    | 2    | 1    | 4    | 3    | 2    | -    |
| UCD                                                    | 4    | -    | -    | -    | -    | -    | -    | -    | -    | -    | -    | -    |
| C's                                                    | -    | -    | -    | -    | -    | -    | -    | -    | -    | -    | 1    | -    |
| PA                                                     | -    | -    | -    | -    | -    | -    | -    | 2    | -    | -    | -    | -    |
| En negrilla el partido más votado                      |      |      |      |      |      |      |      |      |      |      |      |      |
| Fuente: Datos de las elecciones municipales desde 1979 |      |      |      |      |      |      |      |      |      |      |      |      |

### Alcaldía
| Periodo   | Nombre                                                                       | Partido    |
| --------- | ---------------------------------------------------------------------------- | ---------- |
| 1979-1983 | Pedro Muñoz García                                                           | PSOE       |
| 1983-1987 | Pedro Muñoz García                                                           | PSOE       |
| 1987-1991 | Pedro Muñoz García                                                           | PSOE       |
| 1991-1995 | Pedro Muñoz García                                                           | PSOE       |
| 1995-1999 | José Román Montes                                                            | PSOE       |
| 1999-2003 | José Román Montes                                                            | PSOE       |
| 2003-2007 | José Román Montes 2004: Juan Francisco Figueroa Ruiz 2005: Miguel Ruano Moya | PSOE Otros |
| 2007-2011 | Luciano Vilches Díaz                                                         | PSOE       |
| 2011-2015 | Juan Francisco Figueroa Ruiz                                                 | PSOE       |
| 2015-2019 | Juan Francisco Figueroa Ruiz                                                 | PSOE       |
| 2019-2023 | Juan Francisco Figueroa Ruiz                                                 | PSOE       |
| 2023-act. | Juan Francisco Figueroa Ruiz                                                 | PSOE       |

## Cultura

### Patrimonio

#### Castillo de Campillo de Arenas
El Castillo de Arenas es BIC desde 1993 y data del siglo XIV.

#### Iglesia Parroquial
Construida sobre una antigua capilla, data del siglo XVI y está dedicada a Ntra. Sra. de la Encarnación. Es de estilo renacentista con artesanado mudéjar y retablo barroco del siglo XVII de Cristóbal Vela destruido junto con el resto del patrimonio artístico en la Guerra Civil. Ha sido restaurada, sufriendo importantes mejoras en 1969 y 1988.

#### Ermita de la Patrona Santísima Virgen de la Cabeza
Su construcción se remonta al siglo XVIII y en ella se conserva la sagrada imagen de la Virgen del siglo XVII y algunas obras de arte interesantes.

#### Ermita de Santa Lucía
Data de 1857, y destaca el antiguo túnel construido en el siglo XIX. Está situada en el paraje de Puertas de Arenas de espectacular orografía, donde recientemente se ha construido el "Área recreativa de Puerta de Arenas", que ofrece diferentes actividades como puede ser observación de aves, jardín botánico, senderismo, zona de merendero y recreativa, completando así la oferta lúdico-didáctica del área.

#### Fiestas

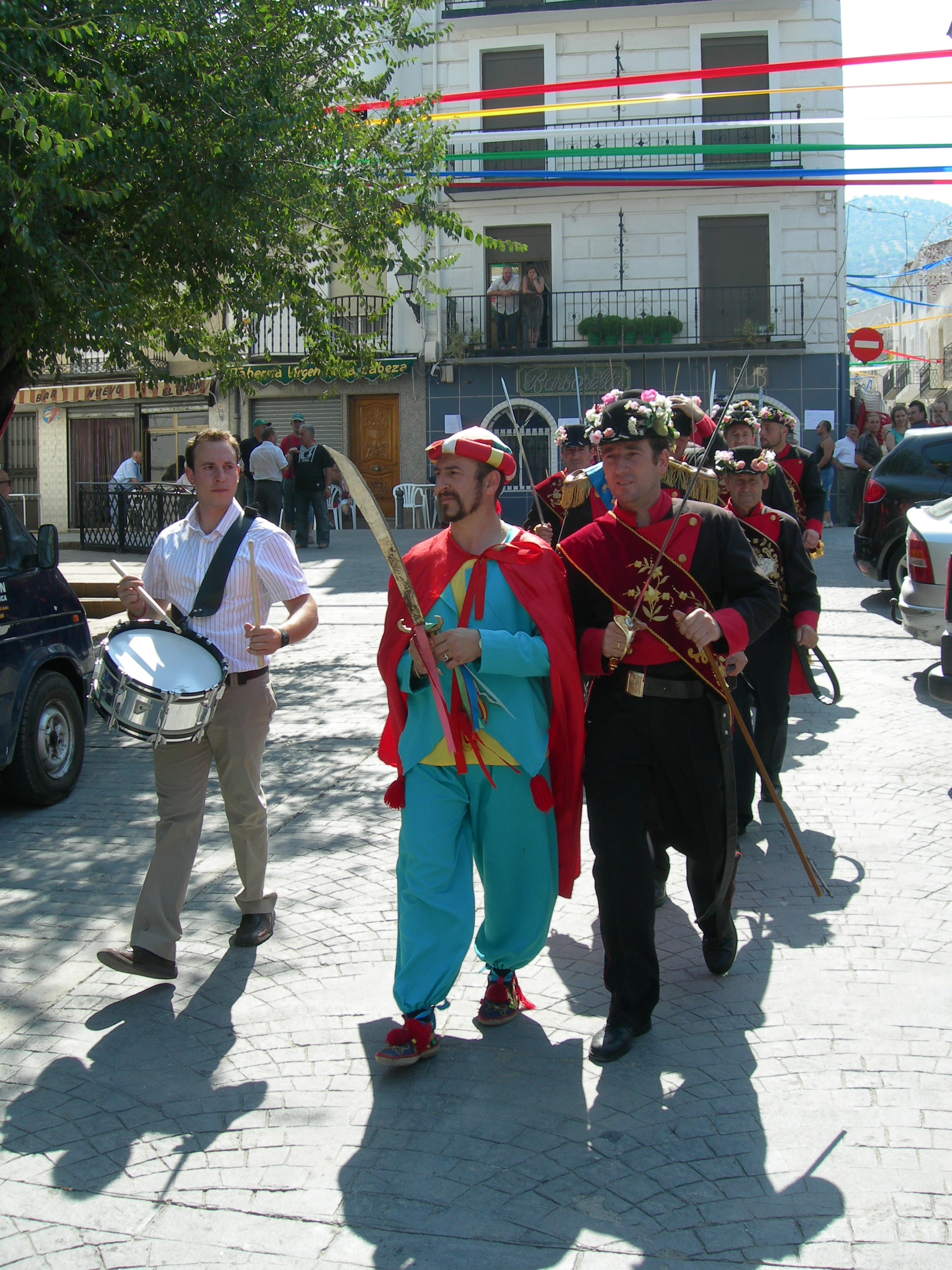
Fiesta de Moros y cristianos. Desfile tras la conversión del capitán moro en el segundo día de representación (13 de agosto de 2006).

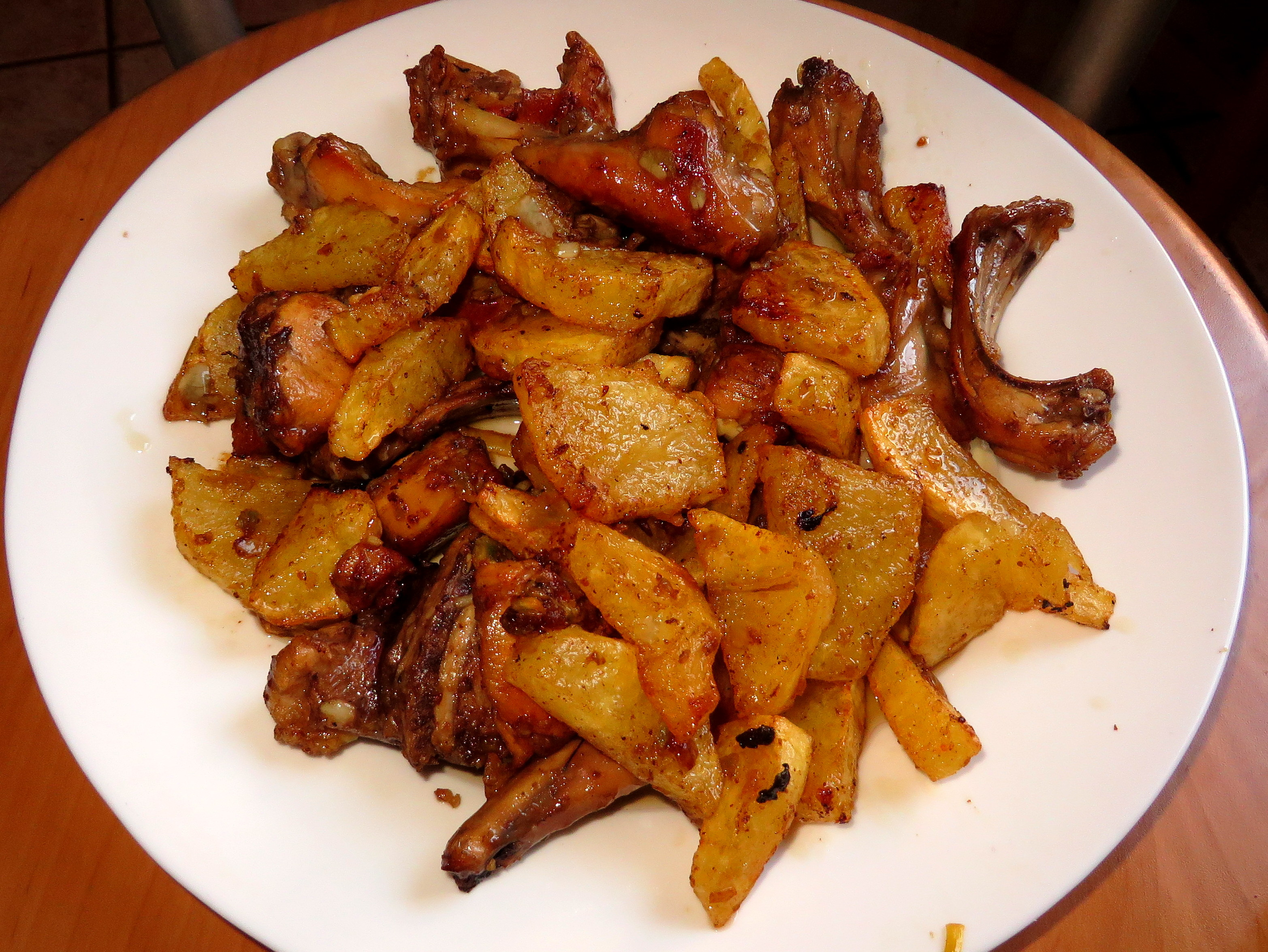
Conejo al ajillo con patatas

Las fiestas patronales de Moros y Cristianos son fiestas en honor de la patrona la Virgen de la Cabeza y tienen lugar en agosto. Son famosas por las luchas entre ambos bandos donde destacan las avanzadillas, la embajada y parlamento entre los embajadores moro y cristiano. Los campanilleros, que durante la madrugada del domingo, cantan las coplas de Aurora como saludo a la Virgen e invitan a todos los vecinos a participar en el Rosario. La última noche de las fiestas se denomina la noche de los rateros, donde la pólvora es la protagonista. Las primeras noticias escritas sobre estos festejos datan de principios del siglo XVIII.
El último domingo de Pentecostés tiene lugar la Romería de Santa Lucía en la Ermita de Puerta de Arenas.
El domingo siguiente al día de la Ascensión se celebra la Romería en el Cerro del Castillo, donde existe una Ermita dedicada a la Ascensión de la Virgen, conocida popularmente como la fiesta de los "cigarrones".
En febrero se celebra la Fiesta de la Candelaria con el nombre de "día de las pajaricas" se suma a esta fiesta en procesión la Virgen del Rosario.

### Gastronomía
Durante las Fiestas Patronales, conocidas como de Moros y Cristianos, que se celebran el segundo domingo de agosto, se suele comer cordero o choto asados en los hornos locales
Se tiene noticias sobre la gastronomía de Campillo de Arenas desde el siglo XVIII, al ser parada y fonda de los viajeros que iban hacia Granada, éstos destacaban las perdices en escabeche, el conejo al ajillo y los productos derivados de la matanza del cerdo. En la actualidad dicha tradición se ha mantenido, teniendo fama los chorizos, morcillas y salchichas y los lomos al ajillo. El Viernes Santo, destaca el potaje de habichuelas con garbanzos y bacalao y durante toda la Semana Santa el encebollado de bacalao, las albóndigas de bacalao fritas o las tortillas de collejas. Como repostería casera destacan los nochebuenos, roscos fritos, alfajores, mantecados gusanillos, bizcotelas y florecillas.